# 82. Sinfonie (Haydn)
Die Sinfonie Hoboken-Verzeichnis I: 82 in C-Dur komponierte Joseph Haydn im Jahr 1786. Sie gehört zu der Reihe der „Pariser Sinfonien“.

## Beiname
Der sich auf den Beginn des vierten Satzes beziehende Beiname „Der Bär“ (L'ours) stammt nicht von Haydn. Im Jahr 1788 erschien die Bezeichnung „Bärentanz“ in einer Bearbeitung des Vivace für Klavier beim Verleger Heinrich Philipp Boßler. Ernst Ludwig Gerber griff 1812 den Titel auf, und 1831 erschien in den Zürcher Neujahrsblättern der Titel „L'Ours. Bärentanz“, der auch noch in einer Partiturausgabe von 1860/61 abgedruckt ist. Anschließend wurde der Beiname auf „L'ours“ verkürzt.

## Aufbau
Besetzung: Flöte, zwei Oboen, zwei Fagotte, zwei Hörner oder zwei Trompeten, zwei Violinen, Viola, Cello, Kontrabass, Pauken. Über die Beteiligung eines Cembalo-Continuos in Haydns Sinfonien bestehen unterschiedliche Auffassungen.
Aufführungszeit: ca. 25 Minuten.
Bei den hier benutzten Begriffen der Sonatensatzform ist zu berücksichtigen, dass dieses Schema in der ersten Hälfte des 19. Jahrhunderts entworfen wurde (siehe dort) und von daher nur mit Einschränkungen auf ein 1786 komponiertes Werk übertragen werden kann. – Die hier vorgenommene Beschreibung und Gliederung der Sätze ist als Vorschlag zu verstehen. Je nach Standpunkt sind auch andere Abgrenzungen und Deutungen möglich.

### Erster Satz: Vivace assai
C-Dur, 3/4-Takt, 261 Takte

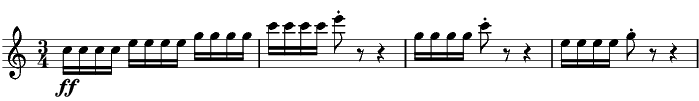
Eröffnungsfanfare des Vivace assai

Haydn eröffnet die Sinfonie als aufsteigende Fortissimo-Fanfare (C-Dur – Dreiklang) im Unisono (Takt 1–4). Kontrastierend antworten die Streicher piano mit einer viertaktigen, sanglichen Phrase (Takt 5–8). Diese wird sogleich von einem weiteren Forte-Unisono-Abschnitt des ganzen Orchesters mit signalartig-marschartiger Tonrepetition („Signalpassage“) abgelöst (Takt 8–20). Anschließend treten Dreiklangsmotiv und Signalmotiv nebeneinander, das Signalmotiv nun aber als einfaches, vierfaches Klopfen (ohne Marschrhythmus), zunächst piano mit der Tonrepetition in den Holzbläsern. Haydn wechselt dann unter Begleitung von Synkopen über a-Moll und D-Dur zur Dominante G-Dur. Nach einem chromatisch angereicherten Abschnitt kommt das bisher energisch-fließende musikalische Geschehen ins Stocken, zunächst als Abfolge von seufzerartigen Akzenten, dann absteigend und von Pausen unterbrochen im Piano der Streicher. Ein aufwärts gehendes Vorschlagsmotiv (das auch bereits in der Piano-Phrase der Streicher in Takt 7 auftrat) bringt jedoch neuen Schwung und steigert sich bis zum Forte, ehe das zweite Thema nach einer Zäsur einsetzt (am Ende dieser Passage tritt kurz das Signalmotiv auf, Takt 67/68).
Das zweite Thema (Takt 70 ff.) ist – ähnlich wie die Piano-Streicherphrase vom Satzbeginn – sanglich gehalten. Es enthält die Vorschlagsfloskel vom vorigen „Anlauf“ und eine zweifache Tonrepetition. Flöte und 1. Violine sind stimmführend, begleitet lediglich von der 2. Violine und ausgehaltenen, tiefen Liegetönen des Fagotts. Die Schlussgruppe (Takt 84 ff.) ist durch auf- und absteigende Staccato-Läufe gekennzeichnet. Die Exposition endet piano in Takt 102.
Die Durchführung beginnt mit der Streicherantwort vom Satzanfang (Takt 5–8), die zur Subdominanten F-Dur wechselt. Nach der marschartigen Signalpassage (entsprechend Takt 8 ff.) in F-Dur streift Haydn mit der Dreiklangs- und Signalmotiv-Passage (entsprechend Takt 21 ff.) verschiedene Tonarten (g-Moll, A-Dur, d-Moll, E-Dur, a-Moll). Der bisher immer aufsteigend-gebrochene Dreiklang tritt nun auch abwärts auf. Nach einer Steigerung bis zum Fortissimo und dem Kurzauftritt des Signalmotivs setzt das zweite Thema piano in A-Dur ein, hier aber ohne Fagott-Begleitung. Das Thema setzt sich als mehrstimmige Passage fort, bei der die Vorschlagsfloskel durch die Instrumente wandert und von einer gegenstimmenartigen, chromatisch aufwärts gehenden Figur begleitet ist. Über die im Pianissimo verhauchende Akzent-Passage wird wieder die Dominante G-Dur erreicht.
Die Reprise (Takt 174 ff.) beginnt mit der C-Dur – Fanfare und ist zunächst ähnlich wie die Exposition aufgebaut. Allerdings hat das Signalmotiv in der Passage mit dem Dreiklangsmotiv (entsprechend Takt 21 ff.) nun den Marschrhythmus und das Dreiklangsmotiv tritt auch abwärts auf. Die seufzerartige Akzentpassage fehlt. Beim zweiten Thema ist das Fagott anstelle der Flöte mit der 1. Violine stimmführend, während die Blechbläser mit tiefen Liegetönen begleiten. Nach der Schlussgruppe mit den Staccato-Läufen aufwärts und abwärts setzt nach einem zögerlich-chromatischen Abschnitt noch eine Coda (Takt 248 ff.) mit der marschartigen Signalpassage ein.

### Zweiter Satz: Allegretto
F-Dur, 2/4-Takt, 217 Takte

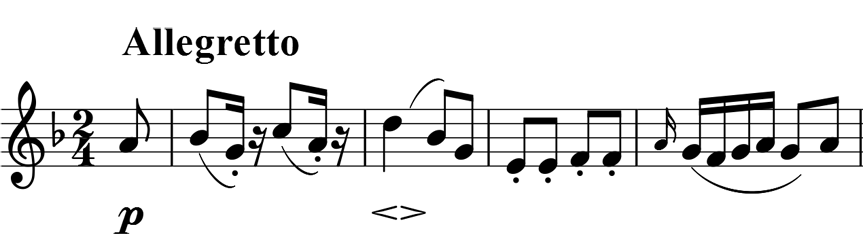
Beginn Thema 1 in der 1. Violine

Der Satz ist als Doppelvariation mit einem Thema in F-Dur und einem in f-Moll aufgebaut. Das erste Thema wird zweimal, das zweite einmal variiert. Der Satz endet in einer ausgedehnten Coda.
Nach Ansicht von Howard Chandler Robbins Landon tritt das Allegretto, das an vergleichbare Sinfoniesätze der späten 1770er und frühen 1780er Jahre erinnere, als etwas oberflächlich in seiner Qualität gegenüber den anderen Sätzen der Sinfonie Nr. 82 zurück. Bernard Harrison bezeichnet den Satz dagegen unter Verweis auf die Natürlichkeit und Einfachheit der Melodie als „der Würde der Sinfonie angemessen“.
- Vorstellung Thema 1 (F-Dur, Takt 1–32): Der erste Teil besteht aus zwei wiederholten Abschnitten, die nur von den Streichern piano gespielt werden. Im ersten, achttaktigen Abschnitt wird das periodisch aufgebaute, einprägsame und (volks-)liedhafte Thema vorgestellt. Der zweite Teil spinnt das Themenmaterial fort mit zwei- und viertaktigen Bausteinen.
- Vorstellung Thema 2 (f-Moll, Takt 33–59): Auch der zweite Teil besteht aus zwei wiederholten Unterabschnitten. Erstmals treten die Bläser dazu. Thema 2 ist mit Thema 1 rhythmisch verwandt.[4]
- Thema 1, Variation 1 (F-Dur, Takt 60–100): Gegenüber dem ersten Teil ist lediglich die Instrumentierung verändert (Hinzutreten der Holzbläser). Der zweite Unterabschnitt wird nicht wiederholt.
- Thema 2, Variation 1 (f-Moll, Takt 101–128): Das Thema ist in gleichmäßige, durch Pausen unterbrochene Achtel aufgelöst, begleitet von vorwärtstreibenden Sechzehntelketten im Bass.
- Thema 1, Variation 2 (F-Dur, Takt 129–168): Auch hier erfolgt die Variation des Themas vor allem über die Instrumentierung, während die Struktur nur wenig verändert wird.
- Die ausgedehnte Coda (F-Dur, Takt 169–217) greift die Melodiestruktur von Thema 1 auf, schlägt jedoch forte rustikal-ländliche Töne an (z. B. tänzerische Passage Takt 184 ff. mit Orgelpunkt und begleitenden Synkopen). Das anfangs im Thema angedeutete g-Moll (Takt 1–2 und 5–6) wird hier in Takt 193–197 deutlicher herausgestellt.[4] Der Satz endet pianissimo mit der Schlussfloskel von Thema 1.

### Dritter Satz: Menuetto
C-Dur, 3/4-Takt, mit Trio 78 Takte
Der erste Teil des festlichen, sinfonischen Menuetts besteht aus dem zehntaktigen Forte-Hauptgedanken mit Vorschlagsfloksel und dreifacher Tonrepetition, unterlegt von gleichmäßig schreitenden Vierteln im Bass. An diesen Hauptgedanken schließt sich noch ein viertaktiger „Nachgedanke“ im Piano an, in der die solistische Oboe neben der dreifachen, klopfenden Tonrepetition auch einen Lauf aufwärts spielt. Der zweite Teil des Menuetts verarbeitet diese Schlusswendung durch Sequenzierung und chromatische Anreicherung.
Das Trio steht ebenfalls in C-Dur und ist aus fünf Achttaktern aufgebaut. Das Thema wird „in wechselnden Konstellationen von Bläsern und Streichern und in differenzierter thematischer Arbeit durchgeführt und in c-Moll und Es-Dur affektiv sehr weit von seiner unschuldig-bukolischen Grundgestalt entfernt.“

### Vierter Satz: Finale. Vivace
C-Dur, 2/4-Takt, 280 Takte

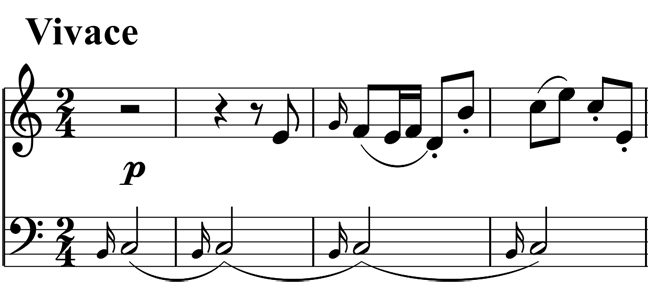
Beginn des Vivace mit Bordun-Bass und Thema in der 1. Violine

Das Vivace ist insgesamt durch mehrere kurzgliedrige, an Signale erinnernde Motive gekennzeichnet, wie auch das Vivace assai. Der Satz beginnt piano mit einem bordunartigen, taktweise angeschlagenen C (mit Vorschlag) im Bass, über dem die 1. Violine mit ihrem auftaktigen Motiv einsetzt. Dieses Motiv ist durch die figurativ umspielte kleine Terz (f-d) und die aufsteigende große Terz (c-e) gekennzeichnet. Das Motiv (Hauptmotiv) wird zweimal wiederholt und mit einer Schlusswendung versehen (Takt 1–12). Die achttaktige Melodie hat volkstümlich-slawischen Charakter. Ab Takt 12 folgt ein kurzes Zwischenspiel der Bläser mit Stimmführung in den solistischen Oboen, bei dem die taktweisen Paukenschläge auf C den Bordun angeben. Anschließend wird die Melodie wieder aufgegriffen, nun mit Stimmführung in der Flöte und der 2. Violine. Die Begleitung besteht wiederum aus dem Bordun-C im Bass, angereichert jedoch durch ein ausgehaltenes G in Fagott, 1. Violine und Viola, wodurch eine Quinte (C – G) entsteht. Am Ende des Themas wechselt Haydn mit zwei Fermaten zur Dominante G-Dur. – Durch die Kombination von Bordun-Bass und Melodie in den Oberstimmen entsteht beim Thema die Assoziation eines Dudelsacks bzw. eines „Bärenführers auf dem Jahrmarkt“, dies führte schließlich zum Beinamen „Der Bär“ für die ganze Sinfonie.
Die Überleitung zum zweiten Thema beginnt forte im ganzen Orchester mit dem erneuten Auftritt des Themas in G-Dur, geht dann jedoch in eine Passage mit Läufen über, bei der das Hauptmotiv dominiert. Das zweite Thema (Takt 66 ff., G-Dur), eine „polkaartig schwingende Melodie“, ist wie das erste auftaktig und aus zweitaktigen Bausteinen aufgebaut. Die stimmführenden Oboen werden lediglich von Fagott und 1. Violine begleitet. Bereits nach acht Takten bricht das ganze Orchester in Moll herein, und nach einer zögerlichen Abfolge von Auftakten erscheint das Thema nochmals, nun mit Akzenten und in C-Dur. Die Schlussgruppe (Takt 100 ff.) wechselt wieder zur Dominante G-Dur und beendet als forte im ganzen Orchester mit chromatischer Linie abwärts und Triller-Schlussfloskeln die Exposition.
Die Durchführung beginnt mit dem ersten Thema in F-Dur, in Takt 129 rückt Haydn das Thema abwärts nach Es-Dur. Dann erfolgt eine mehrstimmige Passage mit dem Hauptmotiv und absteigenden Gegenstimmen (Takt 140 ff.), bei dem auch eine Passage mit Orgelpunkt auf E zwischengeschaltet ist (Takt 153–159). Mit Akkordschlägen auf G kündigt sich dann die Reprise an.
Die Reprise (Takt 179 ff.) ist gegenüber der Exposition verkürzt, es fehlt das zweite Thema. Stattdessen wird das erste Thema nochmals forte über einem Orgelpunkt (ausgehaltene Quinte C-G) herausgestellt (Takt 222 ff.). Nach 14 Takten Orgelpunkt scheint der Satz beendet. Es schließt sich jedoch noch eine Coda an, in der zunächst das zweite Thema „nachgereicht“ wird, ehe der Satz mit einer Wiederholung der mehrstimmigen Passage aus der Durchführung und dem Orgelpunkt vom Ende der Reprise abschließt.